# Bians-les-Usiers
Bians-les-Usiers korábbi község (település) Franciaországban, Doubs megyében. 2024. január 1-jén Goux-les-Usiers és Sombacour községgel egyesült és Val-d’Usiers új község része lett.
Lakosainak száma 699 fő (2020. január 1.). Bians-les-Usiers Vuillecin, Sombacour és Dommartin községekkel határos.

## Népesség
A település népességének változása:
| Lakosok száma | 399  | 402  | 517  | 529  | 571  | 617  | 687  | 679  | 698  | 699  |
|               | 1968 | 1975 | 1990 | 1999 | 2011 | 2013 | 2016 | 2017 | 2019 | 2020 |